# Landeskommando Nordrhein-Westfalen
Das Landeskommando Nordrhein-Westfalen (LKdo NW) ist die oberste territoriale Kommandobehörde der Bundeswehr in diesem Land. Es ist dem Operativen Führungskommando der Bundeswehr in Berlin unterstellt und primärer Ansprechpartner der Landesregierung von Nordrhein-Westfalens im Rahmen der Zivil-Militärischen Zusammenarbeit. Bis Januar 2013 war es dem Wehrbereichskommando II, von Februar 2013 bis September 2022 dem Kommando Territoriale Aufgaben der Bundeswehr und von Oktober 2022 bis März 2025 dem Territorialen Führungskommando der Bundeswehr unterstellt. Die fachliche Ausbildung des Personals erfolgt weitgehend über das Kommando Zivil-Militärische Zusammenarbeit (KdoZMZBw).

## Auftrag
Das Kommando mit Sitz in Düsseldorf hat folgende Aufträge:
- Das Landeskommando ist der erste Ansprechpartner und führt die fünf Bezirks- und 54 Kreisverbindungskommandos (BVK und KVK) auf Ebene der Regierungsbezirke, Landkreise und kreisfreien Städte in den entsprechenden Gliederungen, welche ausschließlich mit Reservisten besetzt sind und dort ihre zivilen Gegenüber beraten. Diese werden durch vier in Münster, Arnsberg, Köln und Mönchengladbach stationierte Regionale Planungs- und Unterstützungstrupps, welche aktive Soldaten des Landeskommandos sind, unterstützt. Diese dienen zusammen der Planung, Vorbereitung und Koordination von Amts- und Katastrophenhilfe.
- Es fasst Unterstützungsanforderungen zusammen, bewertet diese und legt sie aufbereitet dem Operativen Führungskommando der Bundeswehr vor.
- Es bereitet die Aufnahme und den Einsatz der Bundeswehrkräfte in Abstimmung mit dem verantwortlichen zivilen Katastrophenschutzstab vor und koordiniert deren Einsatz nach den Vorgaben und Prioritäten der zivilen Seite und verfügt so über ein militärisches Lagebild der eingesetzten und noch verfügbaren Bundeswehrkräfte.
- Koordination von Host Nation Support, gemäß NATO-Truppenstatut im Land.
- Koordination der Presse-/Öffentlichkeitsarbeit der Bundeswehr der einzelnen Teilstreitkräfte (TSK) und Organisationsbereiche, sowie der Wehrverwaltungen und des Bereiches Rüstung im Land.
- Beratung der übenden Truppe in landesspezifischen Umweltschutzfragen.
- Fachliche Führung der Standortältesten.

## Standort
Der Dienstsitz des Landeskommandos ist auf dem Gelände der Liegenschaft Wilhelm-Raabe-Straße in Düsseldorf.

## Wappen
Das interne Verbandsabzeichen des Landeskommandos verknüpft, entsprechend dem Verbindungsauftrag des Kommandos, das Schwarz-Rot-Gold der deutschen Flagge, welche das Wappenzeichen Nordrhein-Westfalens umgibt. In den goldenen Teil der Flagge ist mittig unten das Eiserne Kreuz in der Variante des Logos der Bundeswehr eingelassen.